# Tele/eXpres
Tele/eXpres va ser un diari independent vespertí aparegut a Barcelona el 14 de setembre del 1964, editat en castellà. Va ser el primer diari d'iniciativa privada editat després de la guerra civil espanyola. La seva propietat va passar per les mans de Jaume Castell primer (1964), del comte de Godó després (1974), i finalment del grup Mundo amb Sebastià Auguer (1977). Va desaparèixer el 23 de desembre del 1980 arran de la crisi econòmica que va patir aquell any el grup Mundo.

## Història

### Origen
El diari va ser autoritzat en part gràcies a la bona relació entre Jaume Castell, l'editor, i el règim franquista (més concretament el gendre de Franco, el marquès de Villaverde).
Aprofitant les expectatives despertades per la Ley de prensa aprovada pel ministre Manuel Fraga Iribarne, va començar amb un cert caràcter sensacionalista i progressista, motiu pel qual sempre va tenir problemes amb la censura franquista i provocà recel entre els altres diaris de Barcelona (El Correo Catalán i La Vanguardia). Però tenia prestigi per l'heterogeneïtat de la redacció (Federico Gallo, Manuel del Arco, Pascual Maisterra, Josep Pernau, Juan Segura Palomares, Jaume Miravitlles o Josep Maria Lladó).
Tele/eXpres és una referència del periodisme modern i trencador de l'època. Va ser sobretot sota la direcció de Manuel Ibáñez Escofet (1968-76) quan el Tele/eXpres va agafar un to progressista, liberal i catalanista. Va introduir nous gèneres com el reportatge, un dels més habituals del diari juntament amb la crònica i la columna d'opinió, i va donar més importància de l'habitual a la informació internacional i local.

### Inici
El primer director fou Andreu Avel·lí Artís, més conegut com a "Sempronio", que no estava vinculat amb el règim i tenia certs lligams amb el periodisme republicà. Però la publicació al diari d'un article del capellà Josep Montserrat i Torrents que contenia una crítica contra el bisbe de Lleida (titllant-lo gairebé de nou inquisidor) i confessor de Carmen Polo de Franco, dona del dictador, va tenir com a conseqüència la dimissió d'Avel·lí Artís.
El va substituir el novel·lista Ignasi Agustí, un veterà periodista franquista i ex-catalanista. Agustí, que feia un temps que havia deixat una mica de banda el món del periodisme després d'abandonar la revista Destino, va ser un dels fundadors del Tele/eXpres gràcies a les seves relacions amb Manuel Fraga Iribarne (ministre d'Informació i Turisme del règim). Unes setmanes més tard d'entrar a la direcció, però, va cavar la seva pròpia tomba, quan va escriure un article on qualificava els clergues que s'havien manifestat contra les tortures de la policia a estudiants com a "bonzos incordiantes", i donava suport a la policia. Ell mateix, anys més tard, se sorprèn que aquest article hagués causat tant de rebombori, i va rebre crítiques de totes bandes (segons ell, va rebre prop de 1.000 cartes, la meitat a favor i l'altra meitat en contra de l'article). Afirma que l'Espanya oficial el va felicitar, però es va posar bona part de l'audiència del Tele/eXpres en contra seva. A les seves memòries fa una crítica al Tele/eXpres, el qual es presentava com un diari "per a tots", que en aquella època, diu ell, era com fer un diari "per a ningú". També expressa que no era la idea que s'esperava i que hi havia massa interessos.

### Etapa Sentís
Després d'aquest incident amb Ignasi Agustí, l'editor Jaume Castell va nomenar director Carles Sentís, un altre dels fundadors del diari. L'any 2010 Sentís escriu Cien años de sociedad (Sentís 2010), on parla amb certa amargor de la seva etapa de director al Tele/eXpres. Segons explica, els propietaris no es van entendre, i per culpa d'això l'experiència no va ser tan gratificant com s'esperava. Es va enfrontar, sobretot, amb Jaume Castell. Agustí es va posar de part de Castell per motius econòmics, tot i que al final Jaume Castell es va quedar sol, i va nomenar director Manuel del Arco, que va ser-hi pocs temps, substituït llavors per Manuel Ibáñez Escofet.
En aquella època, Jaume Castell, que a banda d'editor del Tele/eXpres era banquer i industrial, va adonar-se de la complicació de portar un diari, així que va vendre la meitat del diari a Carlos de Godó, propietari de La Vanguardia.

### Etapa Ibáñez Escofet
Ibáñez Escofet va ser director del diari, malgrat no ser gaire ben acollit pel règim, gràcies a la insistència del comte de Godó. Quan va entrar al diari, aquest es trobava penjant d'un fil. Alguns col·laboradors importants marxaven, i els que quedaven anaven perduts i estaven desmoralitzats. El paper d'Ibáñez Escofet, com explica a La memòria és un gran cementiri (Ibáñez Escofet 1990), tenia el paper de restablir la il·lusió i la voluntat de fer coses, ajudar a recuperar una confiança perduda, i donar un motiu al Tele/eXpres.
Sota la direcció d'Ibáñez Escofet va ser quan el diari va passar per la seva etapa més brillant, obtenint prestigi i alhora atraient als sectors més joves, progressistes i moderns. Va començar a publicar-se setmanalment un suplement literari en català, fet amb pàgines d'un color rosat. El to del diari també va canviar, alternant la informació amb l'opinió informal i provocativa.

### Final de l'etapa Ibáñez Escofet
Però l'etapa d'Ibáñez Escofet com a director també va acabar, vuit anys més tard, després de patir un atac de cor provocat en part per problemes al diari, quan el redactor Josep Maria Huertas Clavería fou enviat a la presó pel reportatge Vida erótica subterránea sobre els bordells de Barcelona. La salut del director era fràgil i, a més, els militars demanaven seu cap. Així que el comte de Godó el va cridar al seu despatx i el va obligar a dimitir. L'aleshores subdirector Pere Oriol Costa va agafar les regnes de la direcció. Si amb Ibáñez Escofet el periodisme del diari era més espontani, amb Pere Oriol Costa era més professionalitzat, centrant-se sobretot en la política.
Per aquella època, Castell ja havia traspassat el diari completament al comte de Godó, el qual uns anys més tard va trobar que Tele/eXpres s'havia tornat massa progressista després de la mort del dictador, i va cedir-lo a Sebastià Auger, del grup Mundo, que apostava per un tipus de premsa més d'esquerres.

### Tancament
Després de Pere Oriol Costa, la direcció del diari va passar primer per les mans de César Molinero, veterà de la professió, però la seva figura no era la que el Tele/eXpres necessitava, i al cap de pocs mesos els redactors i caps de secció li van demanar que se n'anés. Més tard, la mateixa redacció del diari va votar com a director Miguel Ángel Bastenier. Quan aquest últim va marxar a El Periódico, el va substituir Tristán la Rosa.
Fou una època difícil pel grup Mundo de Sebastià Auger, que va entrar definitivament en crisi l'any 1980. Com a conseqüència, a principis d'any Tele/eXpres va deixar de sortir per tornar a aparèixer uns mesos més tard; però la resurrecció durà poc: el 23 de desembre de 1980 Tele/eXpres va desaparèixer.

## Característiques

### Aspectes tècnics
Pel que fa a aspectes més tècnics, cal dir que el grafisme de la capçalera del diari va ser realitzat, a partir d'una idea de Josep Pernau, per Josep Pla-Narbona, un dels fundadors i primer president de Grafistes FAD (actualment ADG-FAD). Va dissenyar el logotip en negatiu, blanc sobre blau, tan característic i innovador. L'ús del color, doncs, va ser tota una novetat, tant pel blau del logotip com pel vermell dels filets, així com per l'ús massiu del negatiu. També cal destacar la gran quantitat de fotografies, algunes de grans dimensions, que apareixien al diari a través de la tècnica del fotogravat. A més, va ser el primer que va sortir en format llençol (635x435 mm), unes dimensions molt grans per l'època. Durant els primers anys, el diari té unes 16 pàgines, que augmenten fins a arribar a duplicar-les el 1969. S'editava diàriament, fins i tot el dilluns. Tot i que apareixia a la tarda, durant els últims mesos va sortir al matí.

### Seccions
Algunes de les seves seccions van ser:
- "Nuestra Ciudad", que parlava de Barcelona i incloïa una agenda, cartes dels lectors, fotonotícies de caràcter social o per presentar algun personatge peculiar...
- "Tele/expresando", que era com una editorial perquè es reflexionava sobre un tema d'actualitat i no anava signada.
- "España Entera", amb informació de tot l'estat.
- "Toda Cataluña", on tenia lloc la informació de Catalunya.
- "Vasto Mundo", amb la informació internacional. Dirigida per Mateo Madrilejos, sovint contenia una columna de Vázquez Montalbán.
- "Deportes".
- "Los pequeños anuncios de Tele/eXpres".
- "Última hora".
- "091", que s'omplia amb informació de successos.
- "Los espectáculos", amb recomanacions, la programació de televisió i ràdio, i crítiques de teatre, cinema i música.
- Alguns periodistes van disposar de la seva pròpia secció: Manuel Vázquez Montalbán ("Del alfiler al elefante" i "Pequeño planeta"), Rafael Wirth ("Paisanaje"), Enrique Arias ("De aquí para allá"), Joan de Sagarra ("El día de siempre"), Josep Pernau ("Periferia") o Ramon Barnils ("A media luz").

## Personal

### Editors
- Jaume Castell (1964-1968)
- Jaume Castell i Carlos de Godó (1968-1974)
- Carlos de Godó (1974-1977)
- Sebastià Auger (1977-1980)

### Directors
- Andreu-Avel·lí Artís, "Sempronio" (1964-1966)
- Ignasi Agustí (1966)
- Carles Sentís (1966-1968)
- Manuel del Arco (1968)
- Manuel Ibáñez Escofet (1968-1975)
- Pere-Oriol Costa (1976)
- César Molinero (1976-1977)
- Miguel Ángel Bastenier (1977-1979)
- Tristán La Rosa (1979-1980)

### Redactors i col·laboradors
- Joan de Sagarra ("El día de siempre")
- Ramon Barnils ("A media luz")
- Celestí Martí Farreras
- Federico Gallo
- Pascual Maisterra
- Juan Segura Palomares
- Manuel del Arco
- Josep Pernau ("Periferia")
- Anna Maria Moix ("Veinticuatro horas de la vida de...")
- Jaume Miravitlles
- Lluís Bassets
- Avel·lí Artís i Gener, "Tisner" (dibuixant)
- Santiago de Anta
- Jaume Guillamet
- Xavier Roig
- Josep Maria Sòria
- Manuel Vázquez Montalbán ("Del alfiler al elefante" i "Pequeño planeta")
- Josep Maria Lladó
- Joaquim Ibarz
- Montserrat Nebot Roig
- Enric Juliana
- Darío Vidal
- Carlos Carrero
- Jaume Serrats
- Josep M. Casasús
- Josep M. Huertas
- Manuel J. Campo
- Rafael Wirth ("Paisanaje")
- Enric Bañeres
- Miquel Villagrasa
- Enrique Arias ("De aquí para allá")
- Cesc (dibuixant)
- Colita (fotògrafa)
- Pepe Encinas (fotògraf)
- Pere Monés (fotògraf)
- Nicolás González (fotògraf)
- Kim Manresa (fotògraf)
- Bru Rovira
- J.J. Caballero Gil
- Pedro Madueño
- Txerra Cirbián
- Juan Francisco Torres
- Postius (fotògraf)
- Joan Fuster